# Жан Паскаль
Жан Паскаль (англ. Jean Pascal; 28 жовтня 1982, Порт-о-Пренс, Гаїті) — канадський професійний боксер гаїтянського походження. Чемпіон світу у напівважкій вазі за версіями WBC (2009—2011) і IBO (2010—2011).

## Аматорська кар'єра
На чемпіонаті світу 2001 Жан Паскаль переміг двох суперників в категорії до 71 кг, а у чвертьфіналі програв Бюленту Улусой (Туреччина).
2002 року завоював золоту медаль Ігор Співдружності, у фіналі здолавши англійця Пола Сміта.
2003 року завоював бронзову медаль на Панамериканських іграх в категорії до 75 кг, програвши у півфіналі Хуану Убалдо (Домініканська республіка).
На Олімпійських іграх 2004 програв у першому бою Йорданісу Деспан (Куба).

## Професійна кар'єра
2005 року Жан Паскаль дебютував на професійному рингу.

### Паскаль проти Фроча
Перший бій за титул чемпіона світу Жан Паскаль провів проти непереможного британця Карла Фроча. На кону стояв вакантний титул чемпіона WBC у другій середній вазі. Бій відбувся 6 грудня 2008 року на території британця.
Поєдинок почався дуже активно, з великою кількістю обмінів включно до п'ятого раунду. Ближче до середини темп знизився. Фроч краще використовував свій джеб, а Паскаль у свою чергу ловив суперника правою рукою, враховуючи низько опущену ліву руку опонента. У дев'ятому раунді британець міг завершити бій достроково, оскільки Паскалю заважала отримана гематома. Однак канадієць встояв, і вже сам міг розраховувати на перемогу, через велику втому Фроча та розсічення над лівим оком суперника. Бій так і пройшов усю дистанцію, і судді одностайно віддали перемогу Карлу Фрочу 116—112, 117—111, 118—110. Паскаль зазнав першої поразки у кар'єрі.

### Завоювання титулу чемпіона світу
Провівши після поразки від Фроча один проміжний бій, 19 червня 2009 року Жан Паскаль вийшов на бій проти чемпіона світу за версією WBC у напівважкій вазі румуна Адріана Діакону. Паскаль здобув перемогу одностайним рішенням суддів.

### Паскаль проти Ковальова
У грудні 2014 року було оголошено, про бій між чемпіоном WBO, IBF і WBA (Super) у напівважкій вазі росіянином Сергієм Ковальовим та Паскалем. Цей бій вважався відбірковим за версією WBC. Його переможець мав зустрітися з чемпіоном за цією версією Адонісом Стівенсоном. Двобій відбувся 14 березня 2015 року та завершився беззаперечною перемогою чемпіона. Уже у третьому раунді рефері відрахував Паскалю нокдаун. У подальших раундах Ковальов продовжив методично збільшувати свою перевагу. Усе завершилося у восьмому раунді, коли Паскаль пропустив декілька ударів справа та не міг більше захищатися, що змусило рефері зупинити бій.
Згодом було ухвалене рішення про проведення матчу-реваншу між боксерами. Жан Паскаль вирішив внести зміни у свій тренерський штаб. Замість Роя Джонса до себе у команду він запросив одного з найкращих тренерів світу Фредді Роуча.
Матч-реванш відбувся 30 січня 2016 року. Вже у першому раунді Паскаль опинився у нокдауні, але рефері не став його відраховувати, подумавши, що боксер просто послизнувся. У подальших раундах Паскаль нічого не міг протиставити росіянину, програючи раунд за раундом. Після сьомого раунду команда Паскаля, на чолі з Роучем, вирішила поберегти боксера, та відмовитися від продовження бою. Отже, реванш не відбувся, а Паскаль зазнав своєї четвертої поразки.

### Паскаль проти Альвареса
3 червня 2017 року вийшов на бій з колумбійцем Елейдером Альваресом за титул WBC Silver у напівважкій вазі. Альварес контролював бій завдяки своєму джебу, точності та загальній роботі ніг і переміг рішенням більшості суддів. Паскаль зазнав своєї третьої поразки у п'яти боях.

### Паскаль проти Бівола
24 листопада 2018 року провів бій проти чемпіона WBA у напівважкій вазі Дмитра Бівола. Чемпіон діяв агресивно, завдаючи ударів по корпусу та змушуючи Паскаля увесь час захищатися, і здобув розгромну перемогу.